# Кюрій
Кюрій — трансурановий хімічний елемент із атомним номером 96. Електронна конфігурація [Rn]5f77s26d1; період 7, f-блок (актиноїд).
Ізотопи: 248Cm (4,7×105 років) утворюється при розпаді 252Cf; 244Cm (18 років) і 242Cm (162 днів) — при промінюванні нейтронами 239Pu. Основний ступінь окиснення +3 (галогеніди), також стан +4 в оксиді (CmO2) і флуорид і (CmF4), який
стабілізується в водних розчинах йонами флуориду.
Проста речовина — кюрій. Метал, т. пл. 1340 °С, т. к. 3110 °С.
Легко оксидується.

## Історія
|                   |  |  |
| Марія і П'єр Кюрі |  |  |

Вперше елемент був синтезований в університеті Берклі, Каліфорнія, Гленом Сіборгом, Ральфом Джеймсом та Альбертом Ґіорсо в 1944 році, під час бомбардування плутонію іонами гелію (альфа-частинками).
{\displaystyle \mathrm {^{239\!\,}_{\ 94}Pu\ +\ _{2}^{4}He\ \longrightarrow \ _{\ 96}^{242}Cm\ +\ _{0}^{1}n} }
Кюрій названий на честь Марії та П'єра Кюрі, аналогічно тому як його аналог серед лантаноїдів, гадоліній названий на честь фінського хіміка Югана Гадоліна.

## Фізичні властивості
Кюрій — блискучий, ковкий, сріблястий метал. Його температура плавлення (1345 ± 50 °C) на кількасот градусів вища ніж у його попередників у періодичній таблиці (Np, Pu, Am), і майже збігається з температурою плавлення гадолінію (аналога кюрію серед лантаноїдів). Температура кипіння 3110 °C розрахована теоретично. Відомо дві алотропні модифікації кюрію. Основною є подвійна гексагональна щільноупакована ґратка з параметрами a=3,496Å, c=11,331Å і густиною 13,5 г/см³. Також за допомогою процесу волатилізації була отримана високотемпературна гранецентрована кубічна ґратка з періодом 5,039Å. Деякі дослідження вказують також на можливість існування орторомбічної ґратки.
Магнітна сприйнятливість підкоряється закону Кюрі-Вайса у діапазоні температур від 100 до 550 К. Магнітний момент дорівнює 8,07 магнетонів Бора. Температура Нееля — 52,5К (нижче цієї температури кюрій є антиферомагнетиком). Кюрій є першим відкритим актиноїдом, що може перебувати у магнітновпорядкованому стані .

## Ізотопи
Відомо 20 штучно створених ізотопів кюрію з атомними масами від 233 до 251. Відомий один метастабільний ізотоп кюрію (253mCm). Сім ізотопів мають період напіврозпаду більший ніж рік: 
| Масове число | Період напіврозпаду |
| ------------ | ------------------- |
| 243          | 29,1 року           |
| 244          | 18,1 року           |
| 245          | 8423 роки           |
| 246          | 4706 років          |
| 247          | 15,6 млн. років     |
| 248          | 348 тис. років      |
| 250          | 8300 років          |

У природі зустрічаються слідові кількості ізотопів з атомними масами від 242 до 249, що утворюються у природних уранових рудах під час багатократного нейтронного захоплення. Більш активно кюрій вироблявся у природному ядерному реакторі Окло 1,8 мільярдів років тому.

## Хімічні властивості
Оскільки кюрій є порівняно доступним, відомо багато його сполук: оксиди (Cm2O3, CmO, CmO2), сульфіди (CmS, Cm2S3), телуриди (CmTe, CmTe3), селеніди (CmSe, Cm2Se3), пніктиди (CmN, CmP, CmAs, CmSb), фториди (CmF3, CmF4), хлорид (CmCl3), гідриди ( а також кілька більш складних сполук.
Зазвичай у сполуках кюрій має ступінь окиснення +3, і переходить до +4 лише при взаємодії з найсильнішими окисниками.

## Отримання
Кюрій отримують шляхом тривалого опромінювання плутонію нейтронами. Потужні потоки нейтронів виникають під час роботи ядерних реакторів, тому для отримання цього елементу плутоній розміщують на довгий час у активній зоні ядерного реактора. Після опромінення, кюрій відділяється від інших елементів: суміш розчиняють у азотній кислоті, з розчину видаляють чотиривалентний плутоній, потім америцій, кюрій і лантаноїди екстрагуються трибутилфосфатом у керосині, і знову розчиняються у кислоті. Далі америцій і кюрій відділяються від лантаноїдів за допомогою Tramex-процесу, і, нарешті, америцій осаджується з розчину бікарбонатом калію. Таким способом з моменту відкриття було отримано декілька кілограмів кюрію. Кюрій є найважчим елементом, що доступний у грамових кількостях (хоча для досліджень зазвичай використовуються міліграми металу).
Ланцюжок атомних реакцій, що призводять до перетворення плутонію на кюрій можна записати як:
{\displaystyle \mathrm {^{239}_{94}Pu{\xrightarrow {n,\gamma } }_{94}^{240}Pu{\xrightarrow {n,\gamma } }_{94}^{241}Pu{\xrightarrow {n,\gamma } }_{94}^{242}Pu{\xrightarrow {n,\gamma } }_{94}^{243}Pu{\xrightarrow {\beta ^{-},5h} }_{95}^{243}Am{\xrightarrow {n,\gamma } }_{95}^{244}Am{\xrightarrow {\beta ^{-},10h} }_{96}^{244}Cm} }
Кюрій-244 продовжує захоплювати нейтрони, перетворюючись на більш важкі ізотопи 245Cm, 246Cm, 247Cm,248Cm (ізотопи з непарною масою утворюються у меншій кількості), тому після розділення продуктів реакцій утворюється суміш ізотопів. Чистий (97 %) ізотоп кюрій-248 можна отримати в результаті альфа-розпаду каліфорнію-252.

## Використання
Потужність тепловиділення кюрію-242 становить 3 вати на грам (вище ніж у плутонію), тому кюрій може використовуватися у радіоізотропних генераторах, що є джерелами енергії для багатьох космічних апаратів. 
Кюрій-244 використовується як джерело альфа-випромінювання у спектрометрі APXS, що працює на кількох космічних місіях.